# Haus Bredow

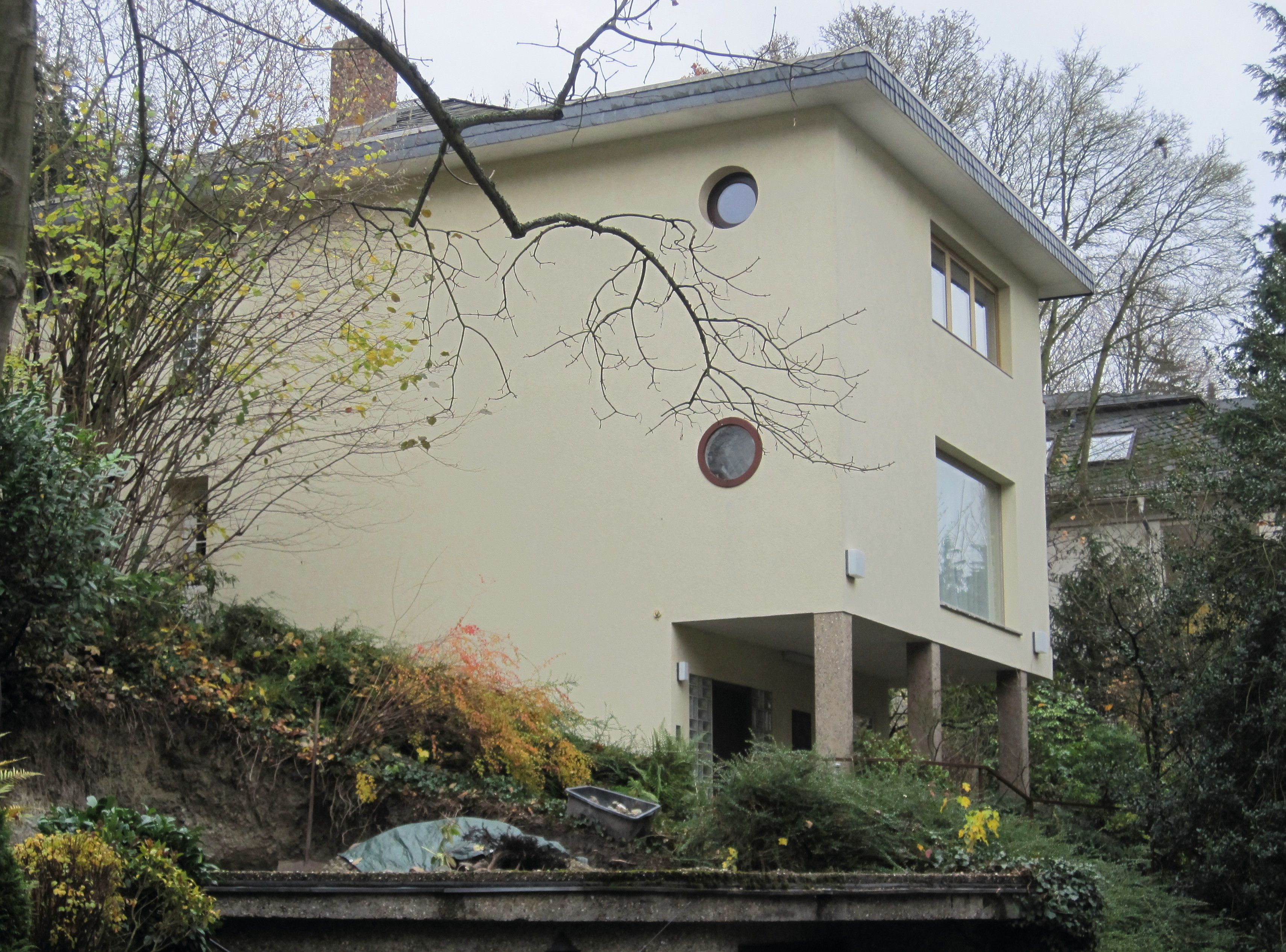
Haus Bredow von Norden gesehen, 2013

Das Haus Bredow wurde in den Jahren 1936/37 nach Plänen des Architekten Johann Wilhelm Lehr als Wohnhaus für Hans Bredow errichtet. Es befindet sich in der Lanzstraße 23 am Neroberg in Wiesbaden. Als herausragendes Beispiel des Neuen Bauens ist es ein Kulturdenkmal nach dem Denkmalschutzgesetz in Hessen. 

## Geschichte
Als Pionier und „Vater“ des deutschen Rundfunks war Hans Bredow ab 1921 als Staatssekretär und ab 1926 als „Reichs-Rundfunk-Kommissar“ im Reichspostministerium in Berlin tätig. In seiner Berliner Zeit wohnte er in einer ebenfalls als Haus Bredow bezeichneten Villa in der Miquelstraße 92 in Berlin-Dahlem. Nach seinem Rücktritt am 30. Januar 1933 wurde Bredow wenige Monate später von den Nationalsozialisten verhaftet und ab November in einem Schauprozess verurteilt. Das Urteil wurde 1937 aufgehoben und das Verfahren 1938 eingestellt. Zu diesem Zeitpunkt hatte Bredow Berlin bereits verlassen und sich als Privatier nach Wiesbaden zurückgezogen. Er erwarb dort am Neroberg das unbebaute Grundstück Lanzstraße 23 und beauftragte den Architekten Johann Wilhelm Lehr mit dem Bau seines neuen Wohnhauses. Lehr hatte bereits 1927 auf dem unmittelbar darüber liegenden Grundstück das Haus Hoffmann am Herzogsweg 4 errichtet, das neben dem Haus Ryder von Ludwig Mies van der Rohe zu den ersten Häusern im Stil des Neuen Bauens in Wiesbaden zählte. Zeitgleich zu Haus Bredow errichtete Lehr auf den Nachbargrundstücken Lanzstraße 21 (heute nicht mehr erhalten) sowie Lanzstraße 25/27 zwei weitere Wohnhäuser. 
Bredow, der 1945 noch einmal für einige Monate als Oberpräsident der preußischen Provinz Nassau ein herausgehobenes politisches Amt bekleidete, bewohnte das Haus bis zu seinem Tod 1959. Seine Adoptivtochter Emilie Rau-Bredow lebte hier anschließend noch einige Jahre, bis 1964 Karl Molitor das Haus erwarb und bis zu seinem Tod 2021 bewohnte.

## Architektur
Lehr hatte sich bereits seit den 1920er Jahren einen Ruf als Architekt für Wohnhäuser erworben. Mit Beginn des nationalsozialistischen Regimes galt der Stil des Neuen Bauens in Deutschland jedoch als diskreditiert, was sich teilweise auch in Bauvorschriften niederschlug. Zudem galt Lehr als politisch unzuverlässig, da er auch in der Sowjetunion tätig gewesen war; Bredow war daher nach eigenen Aussagen aus politischen Gründen vor einer Beauftragung Lehrs gewarnt worden. Die durchweg modernistische Erscheinung des Hauses war zum Zeitpunkt der Fertigstellung 1937 eine Seltenheit, die nur durch einen architektonischen Trick erreicht wurde: 1934 war der Bau von Flachdächern baupolizeilich verboten worden, weshalb Lehr sich gezwungen sah, ein Walmdach zu errichten. Dieses setzte er jedoch zurückgesetzt auf die hintere Hälfte des ansonsten mit einem Flachdach ausgeführten Hauses. Durch die steile Hanglage ist das Walmdach von der Straße aus nicht zu sehen; stattdessen dominiert die hervorragende Kante des Flachdaches von Haus Bredow. Ermöglicht wurde diese de-facto Umgehung der Bauvorschriften durch Lehrs Freund und Kollegen Eberhard Finsterwalder, der als Mitarbeiter der Wiesbadener Bauverwaltung die gewagten Pläne genehmigte. Das Haus Bredow ist daher eines der wenigen Häuser, die während der Zeit des Nationalsozialismus mit einem Flachdach geplant und errichtet wurden.
1951 veröffentlichte Lehr in einem der Stadt Wiesbaden gewidmeten Merian-Heft einen Aufsatz, in dem er seine Prinzipien als moderner Architekt erläuterte. Zu diesem Text wurden auch zwei Fotografien von Haus Bredow abgedruckt, zu denen Lehr das Folgende ausführte:

„Noch ausgesprochener tritt die Absicht der Einbeziehung der Natur in den Wohnbereich bei Bild 2 und 3 hervor, dem Hause Dr. Bredow. Das Haus ist auf ansteigendem Gelände errichtet, und von jedem Stockwerk aus kann man auf eine Gartenterrasse gelangen, die, mit Bäumen und Blumen bestanden, Sitz- und Liegegelegenheiten bietet.“